# Un tango dalla Russia
Un tango dalla Russia, anche noto con il titolo Agente segreto 070: un tango dalla Russia, è un film del 1965, diretto da Cesare Canevari.